# Euaspis
Euaspis is een geslacht van vliesvleugelige insecten van de familie Megachilidae.

## Soorten
- E. abdominalis (Fabricius, 1773)
- E. aequicarinata Pasteels, 1980
- E. basalis (Ritsema, 1874)
- E. carbonaria (Smith, 1854)
- E. diversicarinata Pasteels, 1980
- E. edentata Baker, 1995
- E. erythros (Meunier, 1890)
- E. lorenzae Baker, 1995
- E. polynesia Vachal, 1903
- E. strandi Meyer, 1912
- E. trilobata Pasteels, 1980
- E. wegneri Baker, 1995